# Elias Chacour

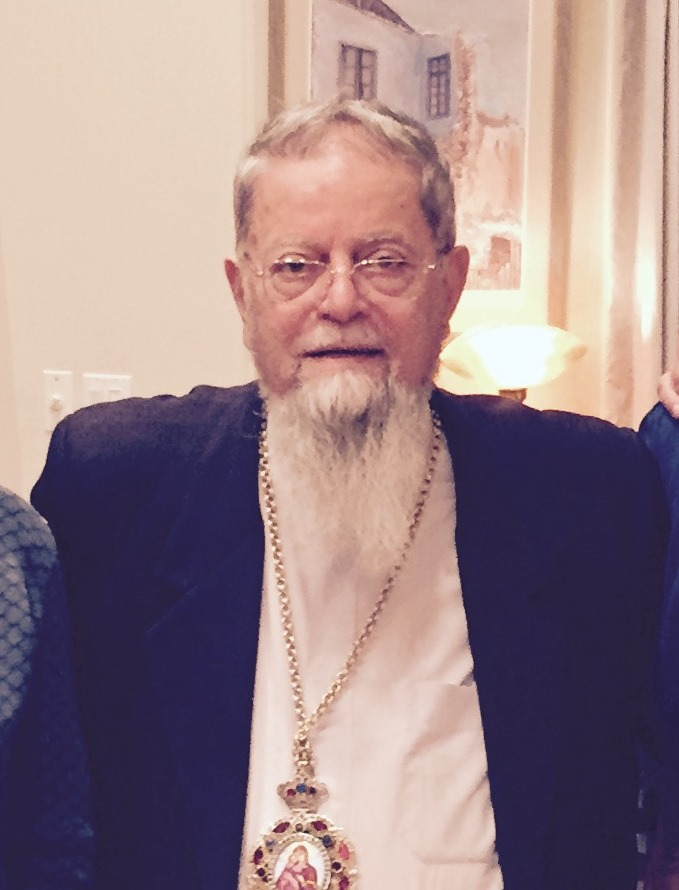
Elias Chacour (2015)

Elias Chacour (hebräisch אֵלְיָאס שַׁקּוּר Ilyās Šaqqūr, arabisch إلياس شقّور; * 29. November 1939 in Birʿam, Galiläa) ist ein israelisch-arabischer melkitisch griechisch-katholischer Geistlicher und emeritierter Erzbischof.

## Leben
Chacour wurde in Birʿam geboren. Nach dem israelischen Unabhängigkeitskrieg wurden die Bewohner von Birʿam aus ihrem Heimatort vertrieben. Die meisten von ihnen, darunter auch die Familie Chacour, ließen sich im nahegelegenen Gisch nieder. Die Schule absolvierte er in Nazaret und studierte Theologie im Seminar Saint-Sulpice in Issy-les-Moulineaux bei Paris. 1965 kehrte er nach Israel zurück. 
Nach seiner Priesterweihe am 24. Juli 1965 nahm er ein Tora- und Talmudstudium an der Hebräischen Universität Jerusalem auf, ebenso wandte er sich dem Aramäischen und Syrischen zu. Er promovierte an der Hebräischen Universität als erster Araber. Nach seinem Studium wirkte er als Priester in Iʿbillin und unternahm Vortragsreisen im Ausland, unter anderem auch in Deutschland.
Chacour engagierte sich gegen die Widerstände israelischer Behörden für die Belange der arabischen Israelis, besonders die der Jugend. Dabei pflegte er beharrlich Verbindungen zu christlichen und jüdischen Kreisen. 2003 wurde auf seine Initiative die erste arabisch-christlich-israelische Mar Elias Universität in Iʿbillin eröffnet.
Im Februar 2006 wurde er zum Erzbischof von Akko, Haifa, Nazareth und ganz Galiläa ernannt. Die Bischofsweihe spendete ihm der melkitische Erzbischof von Petra und Philadelphia, Georges El-Murr BC, am 25. Februar 2006; Mitkonsekratoren waren Chacours Amtsvorgänger Pierre Mouallem SMSP und der Erzbischof von Homs, Isidore Battikha BA.
Den größten inneren Feind der Christen in der Region nannte Chacour die Auswanderung. Zehntausende Christen seien vertrieben worden, geflohen oder hätten die Region auf der Suche nach einem besseren Leben verlassen. Nach seinen Angaben leben in Galiläa noch rund 130.000 Christen, in Jerusalem nur noch 5.000 bis 7.000. Dazu kämen noch etwa 30.000 im Westjordanland.
Erzbischof Chacour resignierte am 27. Januar 2014. Der maronitische Erzbischof von Haifa und dem Heiligen Land, Moussa El-Hage OAM, wurde als Apostolischer Administrator für die Dauer der Sedisvakanz mit der Verwaltung der melkitischen Diözese betraut.

## Auszeichnungen
- 1971 Dr. h. c. der Universität Genf
- 2000 Ehrenlegion, (Ritter/Chevalier)
- 2001 Niwano-Friedenspreis
- 2001 Mann des Jahres (Israel)

Über ihn wurde der Film Elias Chacour – Prophet im eigenen Land gedreht.

## Veröffentlichungen
- Und dennoch sind wir Brüder – Frieden für Palästina. Knecht, Frankfurt am Main 1988, ISBN 3-7820-0583-X.